# Pavol Molnár
Pavol Molnár (13. února 1936 Bratislava – 6. listopadu 2021) byl slovenský fotbalista, československý reprezentant. Je jedním ze čtyř slovenských fotbalistů, kteří hráli na mistrovství Evropy a dvou světových šampionátech (dalšími jsou Ján Popluhár, Titus Buberník a Andrej Kvašňák). Zúčastnil se mistrovství světa ve Švédsku roku 1958, kde nastoupil ve třech zápasech. Získal bronzovou medaili na mistrovství Evropy 1960, kde hrál ve vítězném utkání o třetí místo s domácí Francií. Je držitelem stříbrné medaile z mistrovství světa v Chile roku 1962, kde však nenastoupil ani jednou.
Hrál na pozici středního útočníka, spojky nebo ofenzivního záložníka. Vyznačoval se nevysokou postavou, rychlostí, vyspělou míčovou technikou i přesnou střelou. Byl známý pod přezdívkou Paličko.
V československé reprezentaci sehrál v letech 1956–1960 20 zápasů a vstřelil 3 góly. V československé lize hrál v letech 1955–1956 a 1959–1965 za Slovan Bratislava, s nímž získal mistrovský titul v roce 1955 a ve dvou stech zápasech vstřelil 65 branek. V letech 1956–1958 strávil vojenskou službu v ČH Bratislava (podílel se na zisku titulu v sezoně 1958/59, avšak odešel před skončením ligového ročníku) a v letech 1965–1967 působil v jejím nástupnickém klubu Inter Bratislava. V roce 1968 odešel do zahraničního angažmá v australském FC Prague Sydney a rakouském WSV Alpine Donawitz. Kariéru ukončil ve věku 34 let.
Pracoval jako technik v podniku Elektromontážne závody Bratislava. Má syna Pavla a dceru Danku, která žije v USA.